# Leucula orates
Leucula orates là một loài bướm đêm trong họ Geometridae.